# 李虛白
李虛白（？—？），河南潁川衛籍，江南潁州人，明末官員，同進士出身。
天啟五年（1625年）乙丑科三甲第八十六名進士。授山東東明縣知縣，後升戶部主事。
堂兄李精白。